# Duncan Oughton
Duncan Edward Oughton (ur. 14 czerwca 1977 w Wellington) – nowozelandzki piłkarz występujący na pozycji obrońcy lub pomocnika. Obecnie jest asystentem trenera Ryana Nelsena w Toronto.

## Kariera klubowa
Oughton karierę rozpoczynał w uniwersyteckiej drużynie Otago University. W 1997 roku przeniósł się na studia do Stanów Zjednoczonych, gdzie kontynuował karierę piłkarską w uniwersyteckiej ekipie California State Fullerton. W 2000 roku skończył studia i powrócił do Nowej Zelandii, gdzie został zawodnikiem Miramar Rangers. W 2001 roku podpisał kontrakt z amerykańskim Columbus Crew. W MLS zadebiutował 12 maja 2001 w przegranym 0:4 meczu z FC Dallas. 21 sierpnia 2004 w zremisowanym 2:2 spotkaniu z DC United strzelił pierwszego gola w trakcie gry w MLS. W 2004 roku wygrał z klubem MLS Supporters' Shield (najwięcej punktów w sezonie zasadniczym). W 2008 roku ponownie zdobył z klubem tę nagrodę. W tym samym roku sięgnął z Columbus po MLS Cup.

## Kariera reprezentacyjna
W reprezentacji Nowej Zelandii Oughton zadebiutował 5 lipca 2002 w wygranym 4:0 meczu fazy grupowej Pucharu Narodów Oceanii z Tahiti. Ostatecznie tamten Puchar Narodów Oceanii został wygrany przez jego reprezentację. W 2003 roku został powołany do kadry na Puchar Konfederacji, na którym zagrał we wszystkich trzech meczach swojej drużyny, która odpadła z turnieju po fazie grupowej. W 2009 roku ponownie powołano go na Puchar Konfederacji. Tym razem wystąpił na nim w jednym spotkaniu, a jego zespół odpadł z turnieju po fazie grupowej.

## Kariera szkoleniowa
Po odejściu na emeryturę piłkarską Duncan dołączył do sztabu szkoleniowego Columbus Crew, gdzie został asystentem trenera. W marcu 2013 roku Oughton był poważnym kandydatem do zastąpienia trenera Rickiego Herberta w Wellington Phoenix. W sezonie 2013 opuścił Columbus Crew i dołączył do załogi Toronto, gdzie został asystentem trenera Ryana Nelsena - swojego dawnego kolegi z reprezentacji.